# ФК Звијезда 09
ФК Звијезда 09 је фудбалски клуб из Бијељине у Републици Српској. Од сезоне 2020/21. се такмичи у Првој лиги Републике Српске.

## Историја
Фудбалски клуб Звијезда 09 је основан 2009. године у Етно селу Станишићи у Бијељини. Клуб је заправо пренесен из села Бргуле, општина Вареш, гдје је постојао прије распада Југославије и рата у БиХ под именом ФК Звијезда Бргуле.

### ФК Звијезда Бргуле
Фудбалски клуб Звијезда Бргуле основан је 14. јануара 1980. године на челу са Пером Станишићем. Име је добио по шумовитој планини Звијезди. Играли су на новом сеоском стадиону Боровача. Такмичење су започели у Општинској лиги Илијаш, а касније прешли у Општинску лигу Високо. Крајем рата клуб је расформиран.

## Промена имена
У зимској паузи сезоне 2012/13, управа клуба је донијела одлуку о промјени имена клуба, па ће се клуб убудуће умјесто Фудбалски клуб Звијезда Бргуле' звати Фудбалски клуб Звијезда '09.

## Стадион
Звијезда је домаће утакмице играла на стадиону ФК Напретка из Дијелова, све до краја сезоне 2011/12. 2012. године започети су радови на изградњи новог стадиона у комплексу Етно села Станишићи. Радови на терену, помоћном терену, трибинама, свлачионицама и огради завршени су до септембра 2013. године, а Звијезда је први пут послије рата поново заиграла на свом стадион. Пројектован је по Фифиним стандардима, димензија 68х100 м, са квалитетно припремљеним травнатим тереном и системом за наводњавање. Свлачионице и пратећа опрема омогућују изузетно повољне услове за припреме фудбалских екипа.

## Резултати
Клуб је од почетка такмичења у оквиру фудбалског савеза Српске брзо напредовао кроз рангове такмичења. У сезони 2015/16. Звијезда се по први пут пласирала у Прву лигу Републике Српске, а у сезони 2017/18. стигла је до највишег ранга такмичења Премијер лиге Босне и Херцеговине, те у свом дебитантском наступу изборила опстанак, освојивши 9. мјесто на табели.
- Премијер лига Босне и Херцеговине: 9.

2018/19.
- Прва лига Републике Српске: 1.

2017/18.
- Куп Републике Српске: 1.

2023/24.
- Прва лига Републике Српске: 7.

2016/17.
- Прва лига Републике Српске: 5.

2015/16.
- Друга лига Републике Српске: 1.

2014/15.
- Трећа лига Републике Српске: 1.

2013/14.
- Четврта лига Републике Српске: 1.

2012/13.
- Пета лига Републике Српске: 1.

2011/12.
- Шеста лига Републике Српске: 1.

2010/11.

## Познати тренери
- Милорад Савић
- Чеда Матић
- Душко Стајић
- Младен Обреновић
- Зоран Грујић
- Миле Лазаревић
- Александар Јовић
- Драган Мићић
- Миодраг Пантелић
- Милан Ђуричић
- Дарко Несторовић
- Миленко Бошњаковић
- Борис Савић
- Славољуб Бубања
- Аднан Зилџовић
- Перица Огњеновић